# Baldringe gård
Baldringe gård är en herrgård i Baldringe socken i Ystads kommun.
Baldringe ligger väster om riksväg 19 mellan Ystad och Tomelilla. Huvudgården ligger i direkt anslutning till Baldringe kyrka.

## Historia
Baldringe hörde under medeltiden, liksom grannsocknen Högestad, till Lunds ärkebiskop. Vid reformationen drogs godset in till kronan och kom i mitten av 1600-talet att tillhöra Jörgen Krabbe till Krageholm, gift med Jytte Thott. Jytte avled på Baldringe år 1708 och därefter bestämde Karl XII att godset skulle säljas till kungliga rådet Carl Piper, gift med Christina Piper. (född Törne.)
I den Piperska släkten blev Högestad, Christinehof, Baldringe och Östra Torup år 1747 fideikommiss och utgör tillsammans en av Sveriges största jordbruksegendomar.
Delar av huvudbyggnaden på Baldringe är mycket gamla. Den senmedeltida källarsockeln (upp till 2 meter hög) består av flat komstadssten, gråsten och tegel, allt ihopfogat med lera. Källaren har kullerstensgolv samt rundbågade dörr- och fönsteröppningar. Det finns ett valv av gråsten och tegel i källaren.
Ovanpå källargrunden står ett korsvirkeshus i ett och ett halvt plan. Huset är byggt och renoverat i omgångar. Uppskattad ålder är från 1700-talet fram till nutid. Huset är 40 meter långt med en stor frontespis.
År 2008 övergick Baldringe huvudgård och en mindre del mark till familjen Claesson, som är nuvarande ägare.
Gården är inte tillgänglig för allmänheten.